# Girardville
Girardville és una població dels Estats Units a l'estat de Pennsilvània. Segons el cens del 2000 tenia 1.742 habitants.

## Demografia
Segons el cens del 2000, Girardville tenia 1.742 habitants, 767 habitatges, i 486 famílies. La densitat de població era de 1.293,4 habitants per quilòmetre quadrat.
Dels 767 habitatges en un 23,7% hi vivien nens de menys de 18 anys, en un 41,5% hi vivien parelles casades, en un 14,1% dones solteres, i en un 36,6% no eren unitats familiars. En el 34,4% dels habitatges hi vivien persones soles el 19% de les quals corresponia a persones de 65 anys o més que vivien soles. El nombre mitjà de persones vivint en cada habitatge era de 2,27 i el nombre mitjà de persones que vivien en cada família era de 2,9.
Per edats la població es repartia de la següent manera: un 22,1% tenia menys de 18 anys, un 6,6% entre 18 i 24, un 27,3% entre 25 i 44, un 23,2% de 45 a 60 i un 20,8% 65 anys o més.
L'edat mediana era de 42 anys. Per cada 100 dones de 18 o més anys hi havia 84,6 homes.
La renda mediana per habitatge era de 23.702 $ i la renda mediana per família de 30.000 $. Els homes tenien una renda mediana de 26.906 $ mentre que les dones 20.433 $. La renda per capita de la població era de 13.735 $. Entorn del 10,5% de les famílies i el 14,6% de la població estaven per davall del llindar de pobresa.

## Poblacions més properes
El següent diagrama mostra les poblacions més properes.